# 몬테 카보
몬테 카보(이탈리아어: Monte Cavo)는 이탈리아 로마 근처 알반 언덕에서 두 번째로 높은 산이다. 

## 개요
몬테 카보는 약 1만 년 전에 꺼진 오래된 화산으로, 바다에서 약 20km 떨어진 곳에 있으며, 속한 행정구역은 로카디파파 자치구이다. '몬테 카보'란 명칭은 이 산에 있는 이탈리아계 정착지인 '카붐(Cabum)'에서 유래하였다.
몬테 카보는 고대 이탈리아의 이탈리아족이 알바 롱가와 다른 도시에 살았던 신성한 산이었다. 이탈리아족은 이곳에 유피테르 라티아리스 신전을 건립하였고, 이곳은 로마 지배 하에 수세기 동안 모든 라틴계 사람들의 가장 중요한 순례지 중 하나가 되었다.